# Club Deportivo Izarra
Club Deportivo Izarra é um clube de futebol espanhol com sede em Estella. Atualmente, disputa a Terceira Divisão Espanhola. O clube manda seus jogos no Estádio Merkatondoa.

## História
O clube foi fundado em 1924.